# Старь
Старь — посёлок городского типа в Дятьковском районе Брянской области России. Является административным центром Старского городского поселения, в которое также входит посёлок Клёновский.

## География
Расположен на севере Брянской области, в 11 км от железнодорожной станции Дятьково (на линии Брянск — Вязьма).

## История
Ранее на месте современного посёлка Старь находилась деревня Чернятичи. Доцент БГУ В. В. Крашенинников считает, что деревня возникла в те времена, когда Брянщина входила в пределы Великого княжества Литовского — XV век. Также возможно, что деревню основали выходцы из восточных областей Польско-Литовского государства.
Чернятичи в 60-х годах XVIII века была перенесена на новое место. В 1785 году Мальцевыми на месте бывшей деревни Чернятичи была построена стеклянная фабрика. Название посёлка можно толковать как поселение на старом жилье — «старь».
Год основания современного посёлка считается 1785 год. Статус посёлка городского типа с 1927 года.

## Население
| 1939  | 1959  | 1970  | 1979  | 1989  | 2002  | 2009  | 2010  | 2012  |
| ----- | ----- | ----- | ----- | ----- | ----- | ----- | ----- | ----- |
| 4436  | ↗4540 | ↗5809 | ↗6030 | ↘5663 | ↘5096 | ↘4964 | ↗5003 | ↘4895 |
| 2013  | 2014  | 2015  | 2016  | 2017  | 2018  | 2019  | 2020  | 2021  |
| ↘4862 | ↘4826 | ↘4718 | ↘4645 | ↘4600 | ↘4508 | ↘4411 | ↘4323 | ↘4182 |

## Экономика
Основное предприятие посёлка — стекольный завод, основанный И. А. Мальцовым.

## Достопримечательности
В посёлке действует церковь иконы Божией Матери «Всех скорбящих радость» (1900—1903, восстановлена из руин в 1991—1995).

## Знаменитые уроженцы
- Благодетелев, Павел Сергеевич (1908—1988) — Герой Советского Союза (1945).
- Пильщиков, Василий Дмитриевич (1917—1991) — контр-адмирал ВМФ СССР.
- Цыганков, Аркадий Фёдорович (31.05.1931, Старь — 31.12.2011, Калининград) — капитан среднего рыболовного траулера-рефрижератора № 9051 Управления тралового флота, Калининградская область. Герой Социалистического Труда (13.04.1963)[21]